# Ferdinando Orlandi
Ferdinando Orlandi (Parma, 7 ottobre 1774 – Parma, 5 gennaio 1848) è stato un compositore e insegnante italiano.

## Biografia
Dopo aver appreso i primi rudimenti musicali nella città natale dall'organista Gaspare Rugarli e successivamente da Gaspare Ghiretti e dal compositore Ferdinando Paër, si recò a Napoli per studiare al Conservatorio della Pietà dei Turchini sotto la guida di Nicola Sala e Giacomo Tritto. Tornato a Parma nel 1800 entrò a far parte della cappella ducale, dove scrisse la sua prima opera La pupilla scozzese. Più tardi lo troviamo insegnante di canto a Milano (1806-22), a Monaco (1822-1823) e a Stoccarda (1823-1828). Durante questo lungo periodo di attività didattica compose anche 25 opere. Ritornato a Parma, fu nominato maestro della cappella ducale nel 1834, posto che conservò fino alla morte.

## Opere
Sono note 25 opere di Orlandi tutte composte tra il 1800 e il 1820, tra le quali si ricordano:
- La pupilla scozzese (libretto di Lorenzo Da Ponte, Parma, Teatro Ducale, carnevale 1801)
- Il podestà di Chioggia (dramma giocoso, libretto di Angelo Anelli, Milano, Teatro alla Scala, 12 marzo 1801)
- Azemira e Cimene, (Firenze, Teatro alla Pergola, 1801)
- L'amore deluso (Firenze, Teatro alla Pergola, 1802)
- L'amor stravagante (Milano, Teatro alla Scala, 1802)
- L'avaro (dramma giocoso, libretto di Giovanni Bertati, Firenze, Teatro del Cocomero, 1803) (libretto)
- Il fiore ossia Il matrimonio per svenimento (farsa giocosa, libretto di Giuseppe Maria Foppa, Venezia, Teatro San Benedetto, 20 settembre 1803)
- I furbi alle nozze (Firenze, Teatro del Cocomero, 1803) (libretto)
- Le nozze chimeriche (libretto di Adrante Locrense, Milano, Teatro Carcano, 27 novembre 1804)
- Nino (Brescia, Teatro Grande, 1804)
- Le lettere (Milano, Teatro Carcano, 1804)
- La sposa contrastata (Roma, Teatro Valle, 1804)
- La villanella fortunata (Torino, 1805)
- I raggiri amorosi (Milano, Teatro alla Scala, 30 maggio 1806)
- Corrado (Torino, Théâtre Impérial (ex-Teatro Regio), 1806 con Gaetano Crivelli)
- Pandolfo e Baloardo (Venezia, Teatro San Moisè, 1807)
- L'amico dell'uomo (Novara, Teatro Nuovo, 1808)
- La donna (dama) soldato (melodramma giocoso, libretto di Caterino Mazzolà, Milano, Teatro alla Scala, 20 settembre 1808) (libretto)
- L'uomo benefico (Torino, Teatro Regio, 1808)
- Il cicisbeo burlato (dramma giocoso, libretto di Angelo Anelli, Milano, Teatro alla Scala, 2 maggio 1812)
- Il qui pro quo (melodramma comico, libretto di Gaetano Rossi, Milano, Teatro di Santa Radegonda, 1812)
- Rodrigo di Valenza (Teatro Regio di Torino, 1819 con Gaetano Crivelli)
- Fedra (Padova, Teatro Nuovo, 1820)